# Zaporiyia (Lugansk)
Zaporiyia (en ucraniano: Запоріжжя; en ruso: Запорожье, romanizado: Zaporozhe) es un asentamiento urbano ucraniano perteneciente al óblast de Lugansk. Situado en el sureste del país, hasta 2020 era parte del área municipal de Jrustalni, pero hoy es parte del raión de Rovenki y del municipio (hromada) de Jrustalni. Sin embargo, según el sistema administrativo ruso que ocupa y controla la región, Zaporiyia sigue perteneciendo al área municipal de Krasni Luch.
El asentamiento se encuentra ocupado por Rusia desde la guerra del Dombás, siendo administrado como parte de la de facto República Popular de Lugansk y luego ilegalmente integrado en Rusia como parte de la República Popular de Lugansk rusa.

## Geografía
Zaporiyia se encuentra a unos 30 km de la ciudad de Jrustalni y a 25 km de Debáltseve.

## Historia
El pueblo fue fundado en 1913. Hasta 1940, funcionó con el nombre de Chekalianets (en ucraniano: Чекалянець).
De 1940 a 1963, se renombró como pueblo minero nº 153 (en ucraniano: селище шахти N153). A partir de 1963, se renombró con su nombre actual y recibió el asentamiento de tipo urbano.
En abril de 2014, durante la guerra del Dombás, los separatistas prorrusos tomaron el control de Zaporiyia y desde entonces está controlado por la autoproclamada República Popular de Lugansk. El control del pueblo fue tomado por "cosacos del Don" y el 24 de noviembre de 2014 hubo protestas contra ellos por la falta de comida en el asentamiento.

## Demografía
La evolución de la población entre 1873 y 2022 fue la siguiente:
| 1016                                                          | 1057 | 1507 | 4556 | 940 | 892 | 852 | 843 |
| (Fuente: Cities & Towns of Ukraine y UKRAINE: Größere Städte) |      |      |      |     |     |     |     |

Según el censo de 2001, la lengua materna de la mayoría de los habitantes, el 86,9%, es el ruso; del 12,84% es el ucraniano.

## Economía
Básicamente, toda la población trabaja en las empresas mineras de carbón de la región. La antigua mina estatal Zaporozhskaya pertenece al pueblo, que se cerró en la década de 1970. La mina "bis" 153, actualmente privada, se encuentra en operación. 